# Stazione meteorologica di Bassano del Grappa
La stazione meteorologica di Bassano del Grappa è la stazione meteorologica di riferimento relativa alla città di Bassano del Grappa.

## Coordinate geografiche
La stazione meteorologica si trova nell'area climatica dell'Italia nord-orientale, nel Veneto, in provincia di Vicenza, nel comune di Bassano del Grappa, a 129 metri s.l.m. e alle coordinate geografiche.

## Dati climatologici
In base alla media trentennale di riferimento 1961-1990, la temperatura media del mese più freddo, gennaio, si attesta a +2,3 °C, quella del mese più caldo, luglio, è di +22,6 °C .
| Bassano del Grappa | Mesi | Mesi | Mesi | Mesi | Mesi | Mesi | Mesi | Mesi | Mesi | Mesi | Mesi | Mesi | Stagioni | Stagioni | Stagioni | Stagioni | Anno |
| Bassano del Grappa | Gen  | Feb  | Mar  | Apr  | Mag  | Giu  | Lug  | Ago  | Set  | Ott  | Nov  | Dic  | Inv      | Pri      | Est      | Aut      | Anno |
| ------------------ | ---- | ---- | ---- | ---- | ---- | ---- | ---- | ---- | ---- | ---- | ---- | ---- | -------- | -------- | -------- | -------- | ---- |
| T. max. media (°C) | 5,9  | 8,2  | 12,3 | 17,0 | 22,6 | 26,0 | 28,2 | 27,6 | 24,5 | 19,0 | 12,1 | 6,8  | 7,0      | 17,3     | 27,3     | 18,5     | 17,5 |
| T. min. media (°C) | −1,4 | −0,3 | 3,0  | 7,0  | 11,5 | 14,9 | 17,1 | 16,7 | 13,9 | 9,3  | 4,2  | 0,0  | −0,6     | 7,2      | 16,2     | 9,1      | 8,0  |